# Collegio plurinominale Lombardia 1 - 03
Il collegio elettorale plurinominale Lombardia 1 - 03 è stato un collegio elettorale plurinominale della Repubblica Italiana per l'elezione della Camera tra il 2017 ed il 2022.

## Territorio
Come previsto dalla legge elettorale italiana del 2017, il collegio è stato definito tramite decreto legislativo all'interno della circoscrizione Lombardia 1.
Il collegio comprendeva la zona definita dai cinque collegi uninominali Lombardia 1 - 08 (Milano-Quarto Oggiaro), Lombardia 1 - 11 (Milano-San Siro), Lombardia 1 - 12 (Milano-Centro), Lombardia 1 - 13 (Milano-Loreto) e Lombardia 1 - 14 (Milano-Rogoredo).

## Dati elettorali

### XVIII legislatura
Come previsto dalla legge elettorale, 386 deputati erano eletti in 63 collegi plurinominali con ripartizione proporzionale a livello nazionale tra le coalizioni e le singole liste che avessero superato la soglia di sbarramento stabilita.
Nel collegio venivano eletti 12 deputati.
| Liste          | Liste                                       | Proporzionale | Proporzionale | Proporzionale | Maggioritario | Maggioritario | Maggioritario |  |
| Liste          | Liste                                       | Voti          | %             | Seggi         | Voti          | %             | Seggi         |  |
| -------------- | ------------------------------------------- | ------------- | ------------- | ------------- | ------------- | ------------- | ------------- |  |
|                | Lega                                        | 101 849       | 16,55         | 1             | 230 886       | 37,52         | 2             |  |
|                | Forza Italia                                | 94 541        | 15,36         | 1             | 230 886       | 37,52         | 2             |  |
|                | Fratelli d'Italia                           | 27 177        | 4,42          | 1             | 230 886       | 37,52         | 2             |  |
|                | Noi con l'Italia – UDC                      | 7 319         | 1,19          | –             | 230 886       | 37,52         | 2             |  |
|                | Partito Democratico                         | 166 880       | 27,12         | 2             | 225 461       | 36,63         | 3             |  |
|                | +Europa                                     | 50 801        | 8,25          | –             | 225 461       | 36,63         | 3             |  |
|                | Italia Europa Insieme                       | 4 941         | 0,80          | –             | 225 461       | 36,63         | 3             |  |
|                | Civica Popolare                             | 2 839         | 0,46          | –             | 225 461       | 36,63         | 3             |  |
|                | Movimento 5 Stelle                          | 110 243       | 17,91         | 1             | 110 243       | 17,91         | –             |  |
|                | Liberi e Uguali                             | 27 617        | 4,49          | 1             | 27 617        | 4,49          | –             |  |
|                | Potere al Popolo!                           | 8 360         | 1,36          | –             | 8 360         | 1,36          | –             |  |
|                | CasaPound                                   | 4 188         | 0,68          | –             | 4 188         | 0,68          | –             |  |
|                | Italia agli Italiani (FN - MSFT)            | 2 429         | 0,39          | –             | 2 429         | 0,39          | –             |  |
|                | 10 Volte Meglio                             | 2 229         | 0,36          | –             | 2 229         | 0,36          | –             |  |
|                | Il Popolo della Famiglia                    | 1 856         | 0,30          | –             | 1 856         | 0,30          | –             |  |
|                | Per una Sinistra Rivoluzionaria (PCL - SCR) | 1 506         | 0,24          | –             | 1 506         | 0,24          | –             |  |
|                | Partito Repubblicano Italiano – ALA         | 659           | 0,11          | –             | 659           | 0,11          | –             |  |
| Totale         | Totale                                      | 615 434       | 100           | 7             | 615 434       | 100           | 5             |  |
|                |                                             |               |               |               |               |               |               |  |
| Schede bianche | Schede bianche                              | 6 129         | 0,97          |               |               |               |               |  |
| Schede nulle   | Schede nulle                                | 8 722         | 1,38          |               |               |               |               |  |
| Votanti        | Votanti                                     | 630 285       | 72,31         |               |               |               |               |  |
| Elettori       | Elettori                                    | 871 658       |               |               |               |               |               |  |

## Eletti

### Eletti nei collegi uninominali
Eletti nella coalizione di centro-destra (Lega - FI - FdI - NcI-UDC)
     Eletti nella coalizione di centro-sinistra (PD - +EUR - Insieme - CP)
| Collegio uninominale     | Eletto | Eletto                   | Partito |
| ------------------------ | ------ | ------------------------ | ------- |
| 8. Milano-Quarto Oggiaro |        | Igor Iezzi               | Lega    |
| 11. Milano-San Siro      |        | Mattia Mor               | PD      |
| 12. Milano-Centro        |        | Bruno Tabacci            | CD      |
| 13. Milano-Loreto        |        | Lia Quartapelle Procopio | PD      |
| 14. Milano-Rogoredo      |        | Federica Zanella         | FI      |

1. ↑  In data 19.09.2019 aderisce al gruppo Italia Viva - Italia C'è.
2. ↑  In data 19.11.2020 aderisce al gruppo Lega - Salvini Premier.

### Eletti nella quota proporzionale
| M5S               | Partito Democratico             | Lega               | Forza Italia        | Fratelli d'Italia | Liberi e Uguali |
| ----------------- | ------------------------------- | ------------------ | ------------------- | ----------------- | --------------- |
|                   |                                 |                    |                     |                   |                 |
| Manlio Di Stefano | Emanuele Fiano Ivan Scalfarotto | Alessandro Morelli | Pasquale Cannatelli | Carlo Fidanza     | Laura Boldrini  |

1. ↑  In data 21.06.2022 aderisce al gruppo Insieme per il Futuro.
2. ↑  In data 19.09.2019 aderisce al gruppo Italia Viva
3. ↑  Dimissionario in data 27.06.2019 (eletto europarlamentare); in data 28.06.2019 gli subentra Maria Teresa Baldini che in data 06.08.2020, aderisce al gruppo misto, non iscritti; in data 18.08.2020 a Forza Italia; in data 27.05.2021 al gruppo Coraggio Italia; in data 23.12.2021 al gruppo Italia Viva; in data 14.07.2022 al gruppo misto, componente «Coraggio Italia».
4. ↑  In data 24.09.2019 aderisce al gruppo Partito Democratico.